# Karl Michael Armer
Karl Michael Armer (* 1950) ist ein deutscher Schriftsteller, Kulturpublizist und Herausgeber.

## Leben
Karl Michael Armer war nach dem Studium der Betriebswirtschaftslehre, Psychologie und Soziologie lange Jahre als Kreativdirektor in der Werbebranche tätig. Seit den 1970er Jahren ist er mit einer Reihe sozialkritischer Science-Fiction-Kurzgeschichten hervorgetreten, die vielfach nachgedruckt wurden und auch außerhalb Deutschland große Beachtung fanden. Seine Erzählungen wurden für mehrere internationale Anthologien ausgewählt. In den 1980ern erhielt Armer drei Jahre in Folge den Kurd-Laßwitz-Preis, 1992 den Premio Futuro Europa und 2005 den Deutschen Science Fiction Preis. Bei Luchterhand und Heyne gab er insgesamt acht SF-Anthologien heraus.
Neben Erzählungen veröffentlichte Armer auch einige Sachbücher sowie über 100 Beiträge in Zeitschriften, Sammelwerken und Ausstellungskatalogen zu einem weitgefächerten Themenbereich aus Literatur, Musik, Design, Architektur, Kunst und Kulturgeschichte. Seine gemeinsam mit Albrecht Bangert verfasste Stilgeschichte Design der 80er Jahre wurde von mehreren renommierten Kunstbuchverlagen publiziert.
Armers vielseitiges Werk wurde in zahlreiche Sprachen übersetzt. Seine Texte erschienen u. a. in Argentinien, Bulgarien, Frankreich, Großbritannien, Italien, Japan, Polen, Schweden, Spanien, Ungarn und den USA.

## Werke

### Erzählungen
- Mit beiden Beinen fest auf der Erde. In: Wolfgang Jeschke (Hrsg.): Die große Uhr. Heyne, München 1977, ISBN 3-453-30434-9.
- Wissenswertes über BCO-Geräte. Eine kleine Informationsbroschüre für Interessenten und qualifizierte Meinungsbildner, mit freundlicher Empfehlung überreicht von der Biotec Corporation. In: Jörg Weigand (Hrsg.): Vorgriff auf morgen. dtv, München 1981, ISBN 3-423-01873-9.
- Es ist kein Erdbeben, ihnen zittern nur die Knie. In: Ronald M. Hahn (Hrsg.): Gemischte Gefühle. Moewig, Rastatt 1981, ISBN 3-8118-3527-0.
- Die Eingeborenen des Betondschungels. In: Ann Anders (Hrsg.): Der Aufstand der Radfahrer. Luchterhand, Darmstadt / Neuwied 1982, ISBN 3-472-86548-2.
- It's all over now, Baby Blue. In: Jörg Weigand (Hrsg.): Die Träume des Saturn. Arena, Würzburg 1982, ISBN 3-401-03985-7.
- Umkreisungen. In: Wolfgang Jeschke (Hrsg.): Entropie. Heyne, München 1986, ISBN 3-453-31236-8.
- Durch das Weltall, schubiduwah. In: Hans Joachim Alpers (Hrsg.): Science Fiction Almanach 1987. Moewig, Rastatt 1986, ISBN 3-8118-3724-9.
- Die Endlösung der Arbeitslosenfrage. In: Karl Michael Armer (Hrsg.): Was soll aus Deutschland werden? Luchterhand, Darmstadt / Neuwied 1987, ISBN 3-472-61667-9.
- Malessen mitte Biotechnik. In: Wolfgang Jeschke (Hrsg.): Second Hand Planet. Heyne, München 1988, ISBN 3-453-00995-9.
- Labyrinth City. In: Michael Nagula (Hrsg.): Solange es Leben gibt. Ravensburger, Ravensburg 1992, ISBN 3-473-51663-5.
- Virtualienmarkt. In: Friedrich Köllmayr, Edgar Liegl, Wolfgang Sréter (Hrsg.): Soblau – Kulturzustand München. A1 Verlag, München 1992, ISBN 3-927743-06-2.
- Die Stadt auf dem Berg. In: Edward Bialek, Eugeniusz Tomiczek (Hrsg.): Orbis Linguarum – Legnickie Rozprawy Filologiczne. Vol. 17, ATUT, Breslau 2001, ISBN 83-87299-56-1.
- Die Asche des Paradieses. In: Helmuth W. Mommers (Hrsg.): Der Atem Gottes. Shayol, Berlin 2004, ISBN 3-926126-42-6.
- Prokops Dämon. In: Helmuth W. Mommers (Hrsg.): Der Moloch. Shayol, Berlin 2007, ISBN 978-3-926126-74-0.

### Sachbücher
- mit Albrecht Bangert: Design der 80er Jahre. Bangert, München 1990, ISBN 3-925560-16-5.
- mit Ute Kaltwasser: Muelhens. Zweihundert Jahre 4711. Cologne. Paris. New York. The Culture of Beauty. DuMont, Köln 1992, ISBN 3-7701-3121-5.
- mit Jo-Anne Birnie Danzker: Danilo Silvestrin, Design im Raum. Ausstellungskatalog. Villa Stuck, München 1992, ISBN 3-923244-15-0.
- Hansgrohe (Hrsg.): Badewonnen: gestern – heute – morgen. DuMont, Köln 1993, ISBN 3-7701-3244-0.

### Aufsätze und Artikel (Auswahl)
- Homunkuli – Der Traum vom künstlichen Menschen. In: Harald Kimpel, Gerd Hallenberger (Hrsg.): Zukunftsräume – Bildwelten und Weltbilder der Science Fiction. Katalog zur gleichnamigen Ausstellung in Kassel und Erlangen. Edition 8 1/2, Ebersberg 1984.
- Zwischen Avantgarde und Trivialität – Zur literarischen Positionsbestimmung der Science Fiction. In: Karl Michael Armer (Hrsg.): Das Leben der Erdbewohner. Luchterhand, Darmstadt / Neuwied 1986.
- Sowjetisches Reklamedesign der 20er Jahre. In: novum. 6/90.
- Schubladenprojekte der Weltgeschichte – Alternative historische Entwürfe als literarisches Thema. In: Karl Michael Armer (Hrsg.): Hiroshima soll leben! Heyne, München 1990.
- mit Albrecht Bangert: Design: Die Kritik der reinen Vernunft war noch nie so gut in Form. In: Anno 1990 – Eine Jahreschronik. Schloss Verlag, München 1991.
- mit Albrecht Bangert: Es leuchten die Symbole. Hundert Jahre Lampendesign 1890–1990. In: Ingeborg Flagge (Hrsg.): Architektur-Licht-Architektur. Krämer Verlag, Stuttgart / Zürich 1991.
- Ruled Britannia. Krieg und Frieden und die Tröstungen des Zungensalats in Sakis Alternativweltroman "Als Wilhelm kam". Nachwort. In: Saki: Als Wilhelm kam. Heyne, München 1992.
- Glas – Die Illusion von Freiheit. Geschichte der Glasarchitektur. In: Ambiente. 6/93.
- Zeit – eine variable Konstante? Über Zeit und Zeitreisen in der Literatur. In: Karl Michael Armer, Wolfgang Jeschke (Hrsg.): Die Gehäuse der Zeit. Heyne, München 1994.
- Ein Plädoyer für das Plakat. In: L'art pour l'art. Katalog zur gleichnamigen Ausstellung im Münchner Stadtmuseum, München 1994 und in anderer Gestaltung in: L'art pour l'art – Design for cultural institutions. Lars Müller Publishers, Baden (Schweiz) 1996.
- Das Buch zur Rezension – Ein Zornesausbruch. In: Tilo Eckart, Patrick Niemeyer (Hrsg.): Der LeseLust-Rabe. Haffmans Verlag, Zürich 1995.
- Für ein Pflichtjahr in der Werbung – Ein durchaus ernstgemeinter Vorschlag. In: Achim Szymanski, Gerd Stahlschmidt (Hrsg.): Der Werbe-Rabe. Haffmans Verlag, Zürich 1996.
- Auf der Suche nach der gefrorenen Zeit – Von der Unmöglichkeit surrealistischer Literatur. In: Jacek Rzeszotnik (Hrsg.): Zwischen Phantasie und Realität. Gedächtnisband für Michael Ende. edfc, Passau 2000.
- Werbung für HIV-Medikamente. In: GlaxoSmithKline (Hrsg.): Miterlebt – 20 Jahre HIV in Deutschland. GSK, München 2003.
- Grafische Ouvertüren. In: Bayerische Staatsoper (Hrsg.): Pierre Mendell – Plakate für die Oper. Begleitpublikation zur gleichnamigen Ausstellung in der Pinakothek der Moderne München. Lars Müller Publishers, Baden (Schweiz) 2006.
- Ein ganz normales Leben. In: der intime blick. Maria Sabine Augstein – Fotografien von Inea Gukema-Augstein 1985–1988. Begleitpublikation zur gleichnamigen Ausstellung in der Galerie Anna Augstein Fine Arts Berlin. Tutzing 2008.
- Bilder für die Bildung. In: Susanne May, Klaus Meisel (Hrsg.): Pierre Mendell – Plakate für die Bildung. Begleitpublikation zur gleichnamigen Ausstellung in der Aspekte Galerie der Münchner Volkshochschule im Gasteig. München 2008.
- Die Befreiungsbewegung – Informel, Abstraktion und der Geist des Aufbruchs nach dem Zweiten Weltkrieg. In: wirtschaftswunderavantgarde – Informel und Abstraktion der Nachkriegsjahre. Begleitpublikation zur gleichnamigen Ausstellung in der Galerie 20/21. München 2015.

### Anthologien (als Herausgeber)
- mit Wolfgang Jeschke: Die Fußangeln der Zeit – Die schönsten Zeitreise-Geschichten I. Heyne, München 1984, ISBN 3-453-31019-5.
- mit Wolfgang Jeschke: Zielzeit – Die schönsten Zeitreise-Geschichten II. Heyne, München 1985, ISBN 3-453-31093-4.
- Das Leben der Erdbewohner – Literarische Science-fiction-Erzählungen. Luchterhand, Darmstadt / Neuwied 1986, ISBN 3-472-61634-2.
- Was soll aus Deutschland werden? Geschichten zur Zukunft des Landes. Luchterhand, Darmstadt / Neuwied 1987, ISBN 3-472-61667-9.
- mit Michael Nagula: Zärtlich war die Zukunft – Liebesgeschichten aus der Welt von morgen. Luchterhand, Frankfurt am Main 1989, ISBN 3-630-61822-7.
- Hiroshima soll leben! – Die schönsten Alternativwelt-Geschichten. Heyne, München 1990, ISBN 3-453-04308-1.
- mit Wolfgang Jeschke: Neuland – Autoren der Weltliteratur schreiben über die Welt von morgen. Heyne, München 1993, ISBN 3-453-06227-2.
- mit Wolfgang Jeschke: Die Gehäuse der Zeit – Die besten Zeitreisegeschichten aller Zeiten. Heyne, München 1994, ISBN 3-453-07268-5.

## Auszeichnungen
- Kurd-Laßwitz-Preis in der Kategorie Beste Erzählung
  - 1987: Umkreisungen
  - 1988: Die Endlösung der Arbeitslosenfrage
  - 1989: Malessen mitte Biotechnik

- Premio Futuro Europa
  - 1992: Labyrinth City. Una storia d'amore elletronica

- Deutscher Science Fiction Preis in der Kategorie Beste Kurzgeschichte
  - 2005: Die Asche des Paradieses